# Så som i himmelen (musikal)
Så som i himmelen är en svensk musikal skriven av Kay Pollak och Carin Pollak tillsammans med Edward af Sillén med musik av Fredrik Kempe, baserad på filmen med samma namn. Den fick sitt uruppförande på Oscarsteatern 13 september 2018, regisserad av Markus Virta. Musikalen inkluderade även den från filmen folkkära Gabriellas sång med text av Py Bäckman och musik av Stefan Nilsson.

## Handling

### Akt 1
På en äng i Västerbotten står en sjuårig Daniel Daréus och spelar fiol. Strax omringas han av andra barn som kastar glåpord efter honom. De håller fast honom medan hans plågoande Conny ger honom stryk. Daniels mor ingriper och tröstar honom med att de ska flytta långt bort och att han ska få tillgång till de bästa lärarna. Sju år senare drillas en fjortonårig Daniel av en handfull musikpedagoger. Lektionen avbryts av ljudet av en bilkrasch. Daniels mor är död. Flera år senare står en vuxen Daniel och skäller ut sin orkester. Hans agent förklarar att han är uppbokad åtta år framöver. Mitt under en konsert kollapsar Daniel och förs iväg av läkare, kollegor och agenten. Han har beslutat sig för att lämna sin karriär bakom sig och återvända till sin barndomsby (Den tid jag har).
Daniel köper en gammal folkskola i Ljusåker. Prästen Stig är först att hälsa honom välkommen. Conny, som inte känner igen Daniel, skymtar också förbi. I lanthandeln plockar Lena upp varor. Hon gråter. Stamkunden Olga tröstar henne med orden att hon säkert kommer hitta den rätte (Man vet aldrig när det händer). I dörren möter hon Daniel som är där för att handla. Lena räcker honom ett kassettband och undrar om han inte skulle kunna lyssna på hennes sång. Strax är lanthandelns föreståndare Arne där och försöker kränga på Daniel en cykel (Fråga Arne). Arne sänker sitt pris allteftersom och lyckas övertala den världsberömde dirigenten att komma och lyssna på hans hjärteprojekt - kyrkokören.
I församlingshemmet råder full panik inför besöket. När Daniel anländer kämpar de sig, med nöd och näppe, igenom Stilla natt (Stilla natt/De berör mig). Gabriella smyger in med sina två barn, hälsar honom välkommen och sluter upp i sången. Efteråt samlas kören kring Daniel som stammande får ur sig att "det är mycket som är fint" innan han rusar ut. Kören är eld och lågor över kritiken (Mycket som är fint).
På kvällen stöter Daniel på Lena i ett kringvandrande Lussetåg. Hon undrar om han hunnit lyssna på kassettbandet än. På väg hem hörs skrik och bråk från Gabriellas hus. Dörren flyger upp och barnen rusar ut i vinternatten med Gabriella efter. Conny hinner slita ned henne på marken då Daniel ingriper och försöker avstyra misshandeln. Conny vänder då istället sin vrede mot Daniel och slår ner honom. Blödande ligger han kvar på marken och ser att kassettbandet ligger framför honom i snön. Han lyssnar sedan till sången och besöker Stig för att ansöka om tjänsten som kantor (Du är aldrig ensam).
Daniel är tillbaka i församlingshemmet. Han försöker, förgäves, förklara hur de ska börja träna tillsammans. En bil tutar utanför, Arnes telefon ringer, folk går in och ut ur församlingshemmet och när vattenkokaren visslar bryter han ihop. Lena lugnar honom med att kaffe och bulle också är viktigt (Körövningarna). Kören prövar ovant Daniels övningar. De masserar varandra och springer runt i rummet. Plötsligt slocknar ljuset. Det är Tore, en funktionshandikappad ung man som kommit för att låsa. Arne sätter honom i ett hörn samtidigt som Stig kommer in för att överse repetitionerna. Daniel erbjuder Stig att själv vara med eller lämna kören ifred. Stig går. Med tilltagande entusiasm fortsätter kören att träna med Daniel. När de står i en ring och tonar kommer Tore tillbaka. Han blir hänförd av ljudet och klampar in i ringen och sjunger av hjärtans lust. Han säger att han också vill vara med. Arne ber Daniel om ursäkt och förklarar att Tore minsann är tokig och i bästa fall kan få sitta i ett hörn och äta på en bulle. Lena tycker att Tore visst ska vara med. Då rusar en förbannad Arne ut och smäller igen dörren efter sig. Tore står oroligt och hummar. Daniel ber honom ta i och Tore släpper ur sig en rejäl baston. Tillsammans sluter de cirkeln och Arne, som är tillbaka, utbrister "Nu börjar det".
Stig står i sakristian. Han är bekymrad över sin nya kantors metoder och tycker att hans fru Inger, som är med i kören, tar honom i försvar (Säg aldrig nej till Gud).
Det är vår och Daniel står gränsle över sin cykel men han kan fortfarande inte cykla. Lena cyklar förbi och hjälper honom. När hon släpper taget ramlar han omkull. Hon undrar om inte han kan hjälpa henne hitta sin ton. Strax är de i församlingshemmet. Under träningen lägger Daniel sin hand på hennes bröstkorg just som Siv, den tidigare tillfälliga kantorn, obemärkt kommit in i rummet. Hon vänder på klacken, chockad, och går. Lena får svårt att sjunga för Daniel som då berättar om när ljuset försvann under en konsert och han för första gången, under en knapp minut, upplevde hur musikerna spelade från hjärtat (58 sekunder). De sitter på pianot, tätt intill, och närmar sig varandra när resten av kören väller in och avbryter dem.
Arne kungör att de ska ha vårkonsert. Jubel utbryter och de stämmer upp i Härlig är jorden under Daniels ledning. De avbryts av att en berusad Conny slänger upp dörren till församlingshemmet. Utan att någon vågar säga ifrån sliter han med Gabriella från körövningen. När de gått utbryter ett vilt gräl körmedlemmarna emellan. I ett hörn står Tore och gråter. Oron och stressen har fått honom att kissa på sig. Lena läger armen om honom och leder iväg honom till toaletten och försöker trösta honom. Tore vill att hon ska säga "de tre orden" (Tore och Lenas vals). Lena torkar hans tårar, klär honom och förklarar att hon älskar honom. På håll ser Daniel allt och berörs. Väl hemma sätter han sig ned och skriver en sång till Gabriella. Tillbaka i församlingshemmet förklarar han att hon ska sjunga den på vårkonserten. Gabriella vägrar. Arne kräver att hon ska ställa upp för kören men Daniel går emellan. Då tar Arne ut sin besvikelse på Holmfrid, en rundlagd man han alltid kallat Tjock-Holmfrid. Men Holmfrid har äntligen fått nog och jagar en förtvivlad Arne runt i församlingshemmet. Resterande körmedlemmar får till slut ned honom på golvet. Där sitter han och skriker och gråter ut över trettiofem år av Arnes mobbing. Allt blir tyst. Gabriella sätter sig bredvid Holmfrid och tar hans hand. Holmfrids gråt övergår i skratt och Arne sätter sig, förtvivlad, bredvid honom. Gabriella tar upp noterna till sången och börjar sjunga Gabriellas sång. Scenen övergår i vårkonserten där övriga bybor sitter och lyssnar. Det gör också Conny som ogillande tittar när hans Gabriella står i rampljuset. Bakom henne står Ljusåkers kyrkokör.

### Akt 2
Kören, som nu dragit till sig fler medlemmar, firar sitt stora genombrott (Vi gjorde succé). Daniel cyklar förbi med Lena på pakethållaren, han har äntligen lärt sig. När de sitter till bords överraskar Arne de andra med att han anmält dem till en körtävling i Wien till sommaren. Daniel, som vägrar tro att man kan tävla i sång, blir övertalad av Lena och kören. Då har Siv fått nog av både Daniel och Lena och meddelar att hon slutar i kören. Samtidigt har Gabriella smugit in i mängden. Hon är blåslagen. Kören är förtvivlad och Arne vill blåsa av festen. Gabriella vädjar till dem att fortsätta och festen når nya höjder (En sång till livet). I festvimlet säger Lena till Daniel att de känt varandra i 145 dagar. Utanför församlingshemmet ringer Siv till Stig och beskriver festen som Sodom och Gomorra.
När Inger kommer hem väntar Stig på henne. Han anklagar henne för att ha visat brösten på festen och menar att Daniel är dålig för henne. Inger har fått nog av hans skuldbeläggande (Alla ord om synd). Hon visar att hon hittat hans gömma med porrtidningar men att hon inte känner någon svartsjuka för det. Stig förförs av Inger och de omfamnar varandra hett i sängen. Samtidigt följer Lena med Daniel hem. Tillbaka hos Stig och Inger ligger Stig på knä framför sängen med upprivna lakan och ber om Guds förlåtelse. Han förklarar för Inger att "det som hände i natt har aldrig hänt".
Hemma hos Daniel visar Lena änglamålningarna som hennes morfar målat i den gamla folkskolan. Han undrar om hon tror på änglar. Hon berättar att hon ibland kan ana vingar på sina vänner (Änglasång).
I kyrkan kungör Stig att det kommit anmälningar mot Daniel och att han är tvungen att ta kören ifrån honom. Daniel rusar ut ur kyrkan. Kören är i upplösningstillstånd. De kan inte förstå varför Daniel avskedas. Men Inger anar. Hon reser sig ur kyrkbänken och skriker att Stig är feg för att kören har blivit större än antalet besökare i kyrkan och att Daniel påminner honom om allt det Stig inte vågar. En efter en reser sig körmedlemmarna upp och lämnar kyrkan.
Daniel är ensam i den gamla folkskolan. Dörren flyger upp och hela kören tränger sig in hos Daniel. Lena vill först få veta om det låg någon sanning i Stigs anklagelser. Har han legat med någon i kören? Daniel står mållös och Lena rusar ut. Tore och Holmfrid manar på honom och strax springer Daniel efter.
Daniel hinner ikapp Lena med vet inte vad han ska säga. Till slut får han hur sig "hur vet man om man inte tycker om någon?". Lena tycker att han borde vända på frågan. Det gör han, kommer henne nära och bedyrar att han inte varit med någon annan. Tillsammans går de tillbaka till folkskolan där kören otåligt står och väntar, tryckta mot fönstren. När kören är samlad tar Erik ordet, riktar sig till Olga och medger att han älskat henne sedan de gick i småskolan. När Olga hämtat sig från chocken omfamnar de varandra. In kommer då Gabriella med barnen och väskor i handen. Hon har lämnat Conny. Det tar inte lång stund förrän även Conny dyker upp men då bildar kören en skyddande mur runt Gabriella och han tvingas backa. Innan han går hotar han Daniel. Gabriella kan andas ut (Stjärnorna). Kören gör sig i ordning för resan till Wien.
Daniel besöker Stig som ligger redlös med ett gevär på golvet. Han förklarar att han förlorat allt på grund av Daniel (Hur tror du att det känns).
På väg hem blir Daniel överfallen av Conny. Conny misshandlar honom grovt och ska precis sparka honom när Tore ingriper och Conny ger sig av. Helt förstörd tar Tore upp Daniel i sin famn och förklarar att han måste andas och ropar hjärtskärande efter Lena. Lena och flera körmedlemmar kommer springande. De tar hand om Daniel och Gabriella uppmanar Arne att ringa polisen och ange Conny. Daniel avslöjar att han är född i Ljusåker och Tore förklarar att de båda nu är kusiner. Innan kören ska gå på bussen möter Stig upp sin fru och frågar om hon kommer tillbaka. Hon vet inte.
Innan resan brottas Daniel med tanken att komma tillbaka till världsscenen (Reser fast jag inte vill). Väl framme i Wien möts Daniel och Lena upp av ett massivt pressuppbåd. Bland dem finns en tidigare kvinnlig bekant till Daniel som omfamnar och kysser honom. Lena rusar tillbaka till hotellet. En reporter frågar Daniel varför han valt att jobba med en så brokig skara. Daniel kommer på sig med att svara att han älskar dem. Insikten slår honom och han rusar ut från presskonferensen till Lenas hotellrum. Daniel försöker förklara sig för Lena (På grund av dig). Han säger att han äntligen kan säga att han älskar henne. De omfamnar varandra kyssande och ramlar ned på sängen.
Kören ska strax gå på scenen. Arne skakar av nervositet men Holmfrid tar honom i sin famn och lyfter honom med en björnkram. En inspicient förklarar att de alldeles strax ska vara på scenen. Ingen har sett till vare sig Daniel eller Lena.
På hotellrummet knyter sig något i Daniels bröst. Lena försöker säga att de känt varandra i 184 dagar men Daniel avslutar meningen åt henne. Hon säger att hennes morfar nog får gå tillbaka till folkskolan och måla på en ängel till. Daniels kramp tilltar och han skriker av smärta och tar sig för bröstet. Lena omfamnar honom och lugnar honom. Daniel försöker yr resa för att ta sig till körkonserten. Lena säger att kören klarar sig utan honom. Medan livet rinner ut ur Daniel förklarar Lena att Det vi är ska aldrig dö. I fjärran tar Tore ton. En efter en ansluter körmedlemmarna i en toning (Så som i himmelen). Daniel sluter sina ögon och somnar in i Lenas famn.

## Medverkande i originaluppsättningen

### Roller
- Daniel Daréus: Philip Jalmelid
- Lena: Tuva B Larsen
- Gabriella: Malena Ernman
- Arne - Björn Kjellman (ersätter Morgan Alling januari, mars, maj 2019, dock ej 9 mars kväll)
- Stig - Anders Ekborg
- Inger - Sara Jangfeldt, senare Sofia Pekkari
- Conny - Christopher Wollter
- Tore - Rikard Björk
- Holmfrid - Linus Eklund Adolphson
- Siv - Thérèse AnderssonLewis
- Olga - Kajsa Reingardt, senare Beatrice Järås
- Erik - Magnus Loftsson
- Amanda - Karolin Funke
- Florence - Annica Edstam

### Ensemble
David Alvefjord, senare Eric Hallengren, Rolf Christianson,   Joakim Jennefors, Johan Karlsson, Kristin Lidström, Klara Nilsson, senare Åsa Sjöblom.

## Sångnummer

### Första akten
- Prolog
- Den tid jag har
- Man vet aldrig när det händer
- Fråga Arne
- Stilla natt/De berör mig
- Mycket som är fint
- Du är aldrig ensam
- Körövningarna
- Säg aldrig nej till Gud
- 58 sekunder
- Härlig är jorden
- Lena och Tores vals
- Gabriellas sång

### Andra akten
- Entr'acte
- Vi gjorde succé
- En sång till livet
- Alla ord om synd
- Änglasång
- Stjärnorna
- Hur tro du att det känns
- Reser fast jag inte vill
- På grund av dig
- Det vi är ska aldrig dö
- Så som i himmelen

## Mottagande
Så som i himmelen hyllades av en enig kritikerkår som en musikal i världsklass där flera recensenter drog paralleller till den svenska musikalsuccén Kristina från Duvemåla.
Biljetterna till första säsongen sålde snabbt slut och i oktober 2018 meddelande Oscarsteatern att musikalen skulle förlängas till våren 2019. Den förlängdes senare även till hösten 2019 och våren 2020. På våren 2020 var musikalen planerad att flyttas till Göteborg, men på grund av Covid-19-situationen så blev dessa föreställningar inställda. En helt ny uppsättning är planerad sättas upp på Malmö Opera i april 2022, i regi av Edward af Sillén och med Fredrik Lykke i huvudrollen.
Verket gick sedan till SäffleOperan som blev först i Sverige med att göra en semiprofessionell version med premiär 1 okt 2022.
Under hösten 2025 kommer föreställningen att sättas upp på Kulturhuset Spira i Jönköping.